# Јакоб Грим
Јакоб Грим (Ханау, 4. јануар 1785 — Берлин, 20. септембар 1863) је био немачки писац, филолог, библиотекар у Каселу, академик и професор у Берлину и оснивач савремене германистике.

## Биографија
Јакоб је остао неожењен и цео живот провео је са ожењеним братом Вилхелмом у његовој кући.
Са братом Вилхелмом издавао немачке народне бајке, и тиме обратио пажњу научника не само народне умотворине него и на народни говор (дијалекте), док се дотад проучавао само књижевни језик; у проучавање језика увео историјско-упоредни метод. Најзначајније дело му је Немачка граматика у 4 свеске; у другом издању I свеске (1822) дао је објашњење закона о промени гласова, познат као Гримов закон. Значајна су и дела: Историја немачког језика (1848), Немачка митологија (1835), Немачке правне старине (1828) и др. Са братом је 1852. почео издавати Речник немачког језика, чије је издавање настављено и после његове смрти.
Био је пријатељ Вука Стефановића Караџића; немачкој публици приказивао је Вукове збирке (од 1814), преводио српске народне песме (1818), а превео је и Вукову Српску граматику за коју је написао предговор 1824. године. Дописивао се од 1815. године са Караџићем и подстицао га да и даље скупља српско народно усмено стваралаштво. Изабран 2. јануара 1849. године за кореспондентног члана Друштва српске словесности у Београду.
Брођанин Игњат Алојзије Брлић у „Писмима своме сину Андрији Торквату” (књига 1, 1942) у писму од 13. јануар 1844. између осталог пише: „Вук је одпратио Обреновића у нимачке земље. Грим је велики мудрац који се је подпуно у пол Нимачке нашки научио, он је при великој њекој књижници библиотекар.”.